# Eois perflava
Eois perflava là một loài bướm đêm trong họ Geometridae.